# Maurice Bitz
Maurice Bitz c.r.a. c.r.s.v, né le 19 novembre 1940 à Saint-Léonard (canton du Valais) et mort le 24 septembre 2015, est un religieux suisse.

## Biographie
Né à Saint-Léonard, Maurice Bitz entre à l'abbaye de Saint-Maurice. Il effectue sa profession temporaire le 28 août 1960 et sa profession solennelle perpétuelle le 28 août 1963. Il est alors ordonné prêtre le 4 septembre 1965. 
En 1968, il quitte l'abbaye avec deux confrères pour refonder la congrégation des chanoines réguliers de Saint Victor à Champagne : l'abbaye Saint-Pierre. Il reçoit la bénédiction abbatiale le 14 février 1976.
En 2004, il est élu 8e Abbé Primat de la confédération des chanoines réguliers de saint Augustin pour une durée de 6 ans. 
En mai 2015, il renonce à sa charge d'abbé pour raisons d'âge, et Hugues Paulze d'Ivoy de La Poype lui succède. Il décède quelques mois plus tard, le 24 septembre 2015,.

## Œuvres
- Propos sur la vie religieuse et l'idéal canonial, Rome, 1979